# Houdelmont
Houdelmont település Franciaországban, Meurthe-et-Moselle megyében. Lakosainak száma 350 fő (2022. január 1.). Houdelmont Houdreville, Autrey, Parey-Saint-Césaire, Pierreville, Thélod és Xeuilley községekkel határos.

## Népesség
A település népességének változása:
| Lakosok száma | 158  | 202  | 189  | 199  | 239  | 224  | 212  | 284  | 320  | 350  |
|               | 1968 | 1982 | 1990 | 2006 | 2013 | 2015 | 2017 | 2019 | 2020 | 2022 |